# Pic d'Eina
El Pic d'Eina és una muntanya de 2.789,2 metres que es troba entre els termes municipal de Queralbs de la comarca del Ripollès i comunals d'Eina, de la de l'Alta Cerdanya, i de Fontpedrosa, de la del Conflent (Catalunya del Nord, els dos darrers).
Es troba a la zona nord-oest de la comarca del Ripollès, a l'extrem sud-oest de la del Conflent, i a l'extrem sud-est de la de l'Alta Cerdanya. És al nord-est del Coll i del Pic de Núria i, més lluny, del Pic de Finestrelles i del Puigmal de Segre, a l'est del Pic de Noufonts, o de les Nou Fonts, i al sud-est de la Torre d'Eina i de la Coma de l'Infern.
És un destí molt habitual de les rutes excursionistes pirinenques tant des de la Vall de Núria com de les de la zona més occidental del Massís del Canigó i de l'Alta Cerdanya, com es pot observar en la nombrosa bibliografia que l'inclou.

## Rutes
- Vessant sud: Una de les possibles rutes és la que parteix des del Santuari de Núria

## Cartografia
- Mapa Vall de Núria, ed. Alpina.